# 1회 농심 신라면배 세계바둑 최강전
1회 농심 신라면배 세계바둑 최강전은 대한민국, 중국, 일본의 한국이 초대 우승했다.  

## 대회 일정
| 구분             | 일정                                | 장소           |
| ---------------- | ----------------------------------- | -------------- |
| 개막식           | 1999년 12월 일                      | 중국 상하이    |
| 1차전            | 1999년 12월 16일 ~ 1999년 12월 20일 | 중국 상하이    |
| 2차전            | 2000년 1월 18일 ~ 2000년 1월 20일   | 일본 도쿄      |
| 3차전            | 2000년 3월 22일 ~ 2000년 3월 28일   | 서울 농심 본사 |
| 시상식 및 폐막식 | 2000년 3월 28일                     | 서울 농심 본사 |

## 출전 기사 명단
- 대한민국: 목진석 四단 , 김영삼 四단, 조훈현 九단, 유창혁 九단, 이창호 九단
- 일본: 야마시타 게이고 六단, , 구도 노리오 九단, 요다 노리모토 九단, 조선진 九단
- 중국: 치우쥔 五단, 뤄시허 八단, 왕레이 八단, 창하오 九단, 마샤오춘 九단

## 대국 결과
| 대국 | 연도   | 대국일자  | 차전  | 대국장소       | 승자                          | 패자                            | 결과              | 기보 |
| ---- | ------ | --------- | ----- | -------------- | ----------------------------- | ------------------------------- | ----------------- | ---- |
| 1    | 1999년 | 12월 16일 | 1차전 | 중국 상하이    | 목진석 四단 (한국 5장)        | 야마시타 게이고 六단 (일본 5장) | 152수 백 불계승   |      |
| 2    | 1999년 | 12월 17일 | 1차전 | 중국 상하이    | 목진석 四단 (한국 5장)        | 치우쥔 五단 (중국 5장)          | 233수 흑 불계승   |      |
| 3    | 1999년 | 12월 19일 | 1차전 | 중국 상하이    | 구도 노리오 九단 (일본 4장)   | 목진석 四단 (한국 5장)          | 212수 백 불계승   |      |
| 4    | 1999년 | 12월 20일 | 1차전 | 중국 상하이    | 뤄시허 八단 (중국 4장)        | 구도 노리오 九단 (일본 4장)     | 219수 흑 3집반승  |      |
| 5    | 2000년 | 1월 18일  | 2차전 | 일본 도쿄      | 김영삼 四단 (한국 4장)        | 뤄시허 八단 (중국 4장)          | 193수 흑 불계승   |      |
| 6    | 2000년 | 1월 19일  | 2차전 | 일본 도쿄      | 요다 노리모토 九단 (일본 3장) | 김영삼 四단 (한국 4장)          | 245수 흑 11집반승 |      |
| 7    | 2000년 | 1월 21일  | 2차전 | 일본 도쿄      | 요다 노리모토 九단 (일본 3장) | 왕레이 八단 (중국 3장)          | 117수 흑 불계승   |      |
| 8    | 2000년 | 1월 22일  | 2차전 | 일본 도쿄      | 조훈현 九단 (한국 3장)        | 요다 노리모토 九단 (일본 3장)   | 256수 백 불계승   |      |
| 9    | 2000년 | 3월 22일  | 3차전 | 서울 농심 본사 | 창하오 九단 (중국 2장)        | 조훈현 九단 (한국 3장)          | 234수 백 3집반승  |      |
| 10   | 2000년 | 3월 23일  | 3차전 | 서울 농심 본사 | 창하오 九단 (중국 2장)        | 야마다 기미오 七단 (일본 2장)   | 246수 흑 1집반승  |      |
| 11   | 2000년 | 3월 24일  | 3차전 | 서울 농심 본사 | 창하오 九단 (중국 2장)        | 유창혁 九단 (한국 2장)          | 134수 백 불계승   |      |
| 12   | 2000년 | 3월 26일  | 3차전 | 서울 농심 본사 | 조선진 九단 (일본 주장)       | 창하오 九단 (중국 2장)          | 287수 흑 2집반승  |      |
| 13   | 2000년 | 3월 27일  | 3차전 | 서울 농심 본사 | 이창호 九단 (한국 주장)       | 조선진 九단 (일본 주장)         | 176수 백 불계승   |      |
| 14   | 2000년 | 3월 28일  | 3차전 | 서울 농심 본사 | 이창호 九단 (한국 주장)       | 마샤오춘 九단 (중국 주장)       | 200수 백 불계승   |      |

결과: 대한민국 우승 (6승 4패), 중국 준우승 (4승 5패), 일본 3위 (4승 5패)